# 岐阜県立中津商業高等学校
岐阜県立中津商業高等学校 （ぎふけんりつ なかつしょうぎょうこうとうがっこう）は、岐阜県中津川市にある公立の商業高校である。

## 概要
創立
1922年（大正11年）
学科
- 全日制・商業科
  - ビジネス科
    - 流通コース
    - 経済コース
    - 会計コース

  - ビジネス情報科
    - 活用コース
    - 開発コース

※ コースは2年次よりコース分けを実施。
所在地
岐阜県中津川市駒場1646番地
校訓
質実剛健
制服
- 男子は詰襟の学生服
- 女子はセーラー服

## 沿革
- 1922年
  - 4月29日 - 中津町立岐阜県中津商業学校の設立認可。
  - 5月22日 - 開校式を行う。中津尋常高等小学校校舎の一部を使用。
- 1923年 - 中津町中津川2251-1（現在の中津川市立第二中学校の場所）に校舎が完成し、移転。
- 1926年 - 岐阜県に移管。県立の岐阜県中津商業学校となる。
- 1944年 - 中津工業学校併設のため商業科生徒の募集を停止する。
- 1948年
  - 商業科を募集し、岐阜県中津商業高等学校に改称する。
  - 岐阜県中津商業高等学校と岐阜県中津農林高等学校を統合して岐阜県立中津実業高等学校設立し、商業課程を設置する。
- 1949年 - 岐阜県中津実業高等学校と岐阜県立中津高等学校を統合して岐阜県立中津高等学校を設立し、商業課程を設置する。
- 1956年
  - 4月1日 - 岐阜県立中津高等学校より岐阜県立中津商業高等学校として分離独立。
  - 10月25日 - 現在地に校舎が完成し、に移転する。
- 1969年 - 経営科・経理科・事務科を設置する。
- 1977年 - 情報処理科を設置する。
- 1982年 - 蘇水会館落成。
- 1991年 - 国際経済科を設置する。
- 1995年 - 事務科を廃止し、情報ビジネス科を設置する。
- 1998年 - 経理科を廃止し、ビジネス会計科を設置する。
- 2002年 - 蘇水会館増築落成。
- 2007年 - 経営、情報処理、国際経済、情報ビジネス、ビジネス会計の各学科を廃し、ビジネス科、ビジネス情報科を設置。

## 日商簿記甲子園
- 日本商工会議所が2024年度から開催する第1回全国高等学校日商簿記選手権大会（日商簿記甲子園）開催（日商簿記検定施行70周年記念事業）の参加校である[1]。

## 部活動

### 運動部
- 陸上競技
- 硬式野球
- ソフトテニス
- スケート
- 弓道
- バスケットボール
- バレーボール
- レスリング
- バトントワーリング

### 文化部
- 吹奏楽
- 演劇
- ワープロ
- 珠算
- 簿記
- 情報処理
- 図書

## 出身者
- 椋本伊三郎（元駐ウルグアイ特命全権大使）
- 清水裕子（元陸上競技選手）
- 宮嶋麻衣（女優）
- 吉村典男（元プロ野球選手）
- 渡辺勉（写真評論家、写真家）

## アクセス
- JR中央本線 中津川駅より徒歩で約25分。